# 紙衾
紙衾（かみふすま）とは、和紙を原料とした寝具である。
和紙は元来、麻クズなどを原料として製造されたため、衣料や寝具への利用も可能で、平安中期に和紙が大量生産されたことから、文具以外にも利用されるようになった。
紙衾は和紙を布団とした物で、中に綿や藁などを入れた物も作られた。
平安中期から江戸時代に至るまで、庶民の中でも概して貧しい人たちに広く使用されたが、丈夫で軽く、携帯に便利なため、武士や俳人に愛好され、松尾芭蕉には『紙衾ノ記』という作品もある。